# Європейська економічна комісія ООН
Європейська економічна комісія Організації Об'єднаних Націй (ЄЕК ООН) — одна з 5 регіональних комісій ООН, що входить в систему допоміжних органів Економічної і соціальної ради ООН.

## Історія
Європейська економічна комісія була заснована 1947 року Економічною і соціальною радою ООН (ЕКОСОР) з метою розвитку економічної діяльності і зміцнення економічних зв'язків усередині регіону ЄЕК ООН, а також між цим регіоном і рештою світу. Ідея створення ЄЕК виникла в процесі співробітництва країн антигітлерівської коаліції. Комісія почала працювати 28 березня 1947 року. Секретаріат комісії розташований у місті Женева. Щорічно в квітні відбуваються робочі сесії. Членами комісії є всі європейські країни, а також США, Канада, Ізраїль, азійські республіки колишнього СРСР. УРСР як складова СРСР приєднувалася до міжнародних угод у рамках ЄЕК, але не брала участі в роботі комітету з розвитку зовнішньої торгівлі. Українські представники займали керівні посади в деяких допоміжних органах ЄЕК, зокрема обиралися на посади заступника голови комітету з чорної металургії (1967—69), заступника голови (1964—65 та 1973—74) та голови (1975—76) комітету з житлового питання, будівництва та містобудування, голови комітету з сільського господарства (1981—82).
Україна, як правонаступниця УРСР, є однією із держав-засновниць ЄЕК.

## Членство
Членами Комісії є 56 країн, включаючи європейські держави, США, Канаду, Ізраїль, а також центральноазійські республіки колишнього СРСР.
| Держави-члени ЄЕК ООН | Дата вступу      |
| --------------------- | ---------------- |
| Австрія               | 14 грудня 1955   |
| Азербайджан           | 30 липня 1993    |
| Албанія               | 14 грудня 1955   |
| Андорра               | 28 липня 1993    |
| Бельгія               | 28 березня 1947  |
| Білорусь              | 28 березня 1947  |
| Болгарія              | 14 грудня 1955   |
| Боснія і Герцеговина  | 22 травня 1992   |
| Велика Британія       | 28 березня 1947  |
| Вірменія              | 30 липня 1993    |
| Греція                | 28 березня 1947  |
| Грузія                | 30 липня 1993    |
| Данія                 | 28 березня 1947  |
| Естонія               | 17 вересня 1991  |
| Ізраїль               | 26 липня 1991    |
| Ірландія              | 14 грудня 1955   |
| Ісландія              | 28 березня 1947  |
| Іспанія               | 14 грудня 1955   |
| Італія                | 14 грудня 1955   |
| Казахстан             | 31 січня 1994    |
| Канада                | 9 серпня 1973    |
| Кіпр                  | 20 вересня 1960  |
| Киргизстан            | 30 липня 1993    |
| Латвія                | 17 вересня 1991  |
| Литва                 | 17 вересня 1991  |
| Ліхтенштейн           | 18 вересня 1990  |
| Люксембург            | 28 березня 1947  |
| Північна Македонія    | 8 квітня 1993    |
| Мальта                | 1 грудня 1964    |
| Молдова               | 2 березня 1992   |
| Монако                | 27 травня 1993   |
| Нідерланди            | 28 березня 1947  |
| Німеччина             | 18 вересня 1973  |
| Норвегія              | 28 березня 1947  |
| Польща                | 28 березня 1947  |
| Португалія            | 14 грудня 1955   |
| Росія                 | 28 березня 1947  |
| Румунія               | 14 грудня 1955   |
| Сан-Марино            | 30 липня 1993    |
| Сербія                | 1 листопада 2000 |
| Словаччина            | 28 березня 1947  |
| Словенія              | 22 травня 1992   |
| США                   | 28 березня 1947  |
| Таджикистан           | 12 грудня 1994   |
| Туркменістан          | 30 липня 1993    |
| Туреччина             | 28 березня 1947  |
| Угорщина              | 14 грудня 1955   |
| Узбекистан            | 30 липня 1993    |
| Україна               | 28 березня 1947  |
| Фінляндія             | 14 грудня 1955   |
| Франція               | 28 березня 1947  |
| Хорватія              | 22 травня 1992   |
| Чорногорія            | 28 червня 2006   |
| Чехія                 | 28 березня 1947  |
| Швейцарія             | 24 березня 1972  |
| Швеція                | 28 березня 1947  |

## Керівні органи
8 березня 2012 року на посаду Виконавчого секретаря ЄЕК було призначено міністра закордонних справ Боснії і Герцеговини Свена Алкалая.
З 19 грудня 2008 року до 2011 року Виконавчим секретарем ЄЕК був Ян Кубіш (Ján Kubiš), громадянин Словаччини.
Раніше, виконавчим секретарем ЄЕК з січня 2006 р. був Марек Белка (Польща). У зв'язку з переходом Марека Белки на посаду директора європейського департаменту МВФ, з листопада 2008 року виконуючим обов'язки Виконавчого Секретаря ЄЕК призначено Паоло Гарону (громадянина Італії). Із повним переліком усіх Виконавчих секретарів ЄЕК ООН можна ознайомитися на розділі сайту ЄЕК ООН.
Вищим органом ЄЕК є Сесії Комісії, які, починаючи з 2007 р., відбуваються на дворічній основі. У період між Сесіями, керівництво ЄЕК здійснює Виконавчий комітет, до складу якого входять представники країн-членів та керівництво Секретаріату Комісії. У ході сесії Комісія обирає Голову та трьох заступників Голови, які складають Бюро ЄЕК. Протягом 2002-03 рр., 2006–2007 рр., а також на період 2007–2009 рр., заступником Голови ЄЕК обрано Постійного представника України у Женеві.
На даний час постійним представником України в ЄЕК ООН є Микола Маймескул.

## Основні напрями діяльності
- навколишнє середовище;
- транспорт; статистика;
- розвиток торгівлі, промисловості і підприємництва;
- економічний аналіз;
- енергетика;
- лісоматеріали;
- населені пункти.

## Структура ЄЕК
- Комітет з екологічної політики,
- Комітет з внутрішнього транспорту,
- Комітет з розвитку торгівлі,
- Комітет з економічного співробітництва та інтеграції,
- Комітет з лісового господарства,
- Комітет з населених пунктів та земельних ресурсів,
- Комітет із сталої енергетики та Конференція європейських статистиків)

Існує понад 60 підпорядкованих комітетам допоміжних органів (робочих груп та спеціальних груп експертів тощо).

## Укладені під егідою ЄЕК міжнародні договори
Під егідою ЄЕК укладено та діє понад 110 міжнародних конвенцій і угод з питань залізничного, водного та автомобільного транспорту, змішаних і контейнерних перевезень, перевезення небезпечних вантажів, охорони довкілля, статистики, полегшення умов торгівлі. Серед цих міжнародно-правових документів є такі відомі, як
- Конвенція про транскордонне забруднення повітря на великі відстані та її протоколи,
- Митна конвенція про міжнародне перевезення вантажів з використанням книжки МДП,
- Конвенція про договір міжнародного автомобільного перевезення вантажів
- Європейська угода про перевезення небезпечних вантажів тощо.

Деякі з цих конвенцій та норм застосовуються не тільки країнами регіону, а і міжнародним співтовариством у цілому. Україна є стороною більшості зазначених міжнародно-правових документів.

## Діяльність
У рамках діяльності ЄЕК щорічно відбувається понад 120 сесій її робочих органів (комітетів, робочих груп, нарад експертів).
За участь України в роботі ЄЕК відповідають 15 українських міністерств, відомств і організацій. Участь у діяльності ЄЕК дозволяє українським міністерствам і відомствам не тільки одержувати актуальну інформацію щодо економічної, промислової, транспортної, екологічної політики європейських країн, а й брати участь у розробці загальноєвропейських норм, стандартів, інших міжнародно-правових документів у цих сферах.
ЄЕК послідовно розширює співробітництво і координує свою діяльність з глобальними програмами та установами ООН (ЮНЕП, ЮНКТАД), СОТ, регіональними організаціями та фінансовими структурами (ОБСЄ, ОЕСР, ЄБРР, ЄК, ЄВРАЗЕС), а також субрегіональними організаціями (ЧЕС, РДБМ, ЦЄІ). Комісія надає також сприяння реалізації Ініціативи для країн Південно-Східної Європи (СЕКІ), Спеціальної програми для країн Центральної Азії (СПЕКА).
Окремим пріоритетом міжсекторальної роботи Комісії є надання сприяння країнам з перехідною економікою (КПЕ). Діяльність у рамках цього важливого для України напрямку здійснюється в формі семінарів і робочих нарад з актуальних проблем переходу до ринкової економіки, підготовки досліджень і керівних матеріалів з цих питань, надання консультативних послуг щодо адаптації галузей економіки до ринкових умов. Секретаріатом Комісії підготовлено низку корисних для українських міністерств і відомств досліджень і керівних матеріалів з юридичних аспектів приватизації в промисловості, залучення іноземних інвестицій, питань розвитку малих і середніх підприємств, розширення торгівлі між країнами з перехідною економікою тощо. За сприянням експертів ЄЕК здійснюється експертиза проектів національних законодавчих актів у галузі транспорту.